# Medalha Murchison
A   Medalha  Murchison  é uma recompensa científica anual concedida pela  Sociedade Geológica de Londres no domínio da geologia,  com o mesmo prestígio da Medalha Lyell. 
Foi nomeada em homenagem ao geólogo britânico Sir Roderick Murchison (1792-1871) que, no final da vida,  criou a cadeira de geologia e mineralogia na Universidade de Edimburgo e estabeleceu um fundo para o Conselho da Sociedade.
A primeira medalha Murchison foi concedida em 1873.